# Cantonul Eymet
Cantonul Eymet este un canton din arondismentul Bergerac, departamentul Dordogne, regiunea Aquitania, Franța.

## Comune
| Comune                  | Populație (1999) | Cod poștal | Cod INSEE |
| ----------------------- | ---------------- | ---------- | --------- |
| Eymet                   | 2.593            | 24500      | 24167     |
| Fonroque                | 280              | 24500      | 24186     |
| Razac-d'Eymet           | 304              | 24500      | 24348     |
| Sadillac                | 109              | 24500      | 24359     |
| Saint-Aubin-de-Cadelech | 321              | 24500      | 24373     |
| Saint-Capraise-d'Eymet  | 141              | 24500      | 24383     |
| Sainte-Eulalie-d'Eymet  | 79               | 24500      | 24402     |
| Sainte-Innocence        | 98               | 24500      | 24423     |
| Saint-Julien-d'Eymet    | 110              | 24500      | 24433     |
| Serres-et-Montguyard    | 215              | 24500      | 24532     |
| Singleyrac              | 317              | 24500      | 24536     |